# Metropolia di Tobol'sk

Localizzazione dell'Oblast' di Tjumen'.

La metropolia di Tobol'sk (in russo Тобольская митрополия?) è una delle province ecclesiastiche che costituiscono la Chiesa ortodossa russa.
Istituita dal Santo Sinodo il 2 ottobre 2013, comprende l'intera oblast' di Tjumen' nel circondario federale degli Urali.
È costituita da 2 eparchie:
- Eparchia di Tobol'sk
- Eparchia di Išim

Sede della metropolia è la città di Tobol'sk, il cui eparca ha il titolo di "Metropolita di Tobol'sk e Tjumen'".